# Мойсей з Києва
Мойсей з Києва — юдейський талмудист, відомий за згадками в письмових джерелах, жив у першій половині 12 століття. Схоже, що Мойсей перебував деякий час у Західній Європі, можливо, в результаті вигнання євреїв з Києва 1124 року (за Firkowitz in Ha-Karmel, ii.407). Не виключено, що він був учнем Якова бен Мейра Тама, з яким був знайомий (див. Sefer ha-Yashar, No. 522, p. 29a). Зі столиці Русі Мойсей листувався з головою Вавилонської академії, Самуїлом бен Алі, і саме завдяки Мойсею західні вчені дізналися важливе правове рішення Гаонів (Responsa of Meïr b. Baruch of Rothenburg, ed. Bloch, No. 494). Ще один респонс від Самуїла до Мойсея знайдений в рукописі Yiḥuse Tanna'im wa-Amora'im, автор якого, ймовірно, Юда бен Калонимус зі Шпаєру. Не встановлено достеменно, чи Мойсей з Києва ідентичний із «рабином Мойсеєм-русом», якого згадує автор Sefer ha-Shoham.